# Perry Freshwater
Perry Thomas Freshwater (Wellington, 27 de juliol de 1973) és un entrenador i ex-jugador de rugbi a 15 anglès, que ocupà la posició de pilar en equips com el Leicester Tigers, l'USAP de Perpinyà o la selecció anglesa. Des de 2016 és l'entrenador de l'USAP de Perpinyà.

## Carrera

### En club
- 1996-2003 : Leicester Tigers
- 2003-2012 : USAP de Perpinyà

### En equip nacional
El seu primer partit internacional va ser el 26 de novembre de 2005 amb la selecció anglesa contra la selecció de Samoa.

## Palmarès

### Leicester Tigers
- Vencedor de la Copa d'Europa: 2001, 2002 
  - Finalista: 1997
- Campió d'Anglaterra: 1999, 2000, 2001, 2002
- Vencedor de la Copa d'Anglaterra: 1997
- Vencedor del trofeu dels Campions: 2002 
  - Finalista: 2001

### USAP
- Campió de França: 2009
  - Finalista del Campionat de França: 2004, 2010

### Selecció anglesa
(a data de 7 octubre 2011)
- 10 seleccions en l'equip d'Anglaterra (des de 2005)
  - Per any: 1 el 2005, 3 el 2006, 6 el 2007
- Torneig de les Sis Nacions disputats: 2006, 2007
- Partits disputats a la Copa del Món: 2 al 2007 (Sud-àfrica i Samoa)